# Raddiella
Raddiella és un gènere de plantes de la família de les poàcies, ordre de les poals, subclasse de les commelínides, classe de les liliòpsides, divisió dels magnoliofitins.

## Taxonomia
- Raddiella kaieteurana Soderstr.
- Raddiella maipuriensis Soderstr.
- Raddiella potaroensis Soderstr.
- Raddiella truncata Swallen